# مفصل‌های میان‌بندانگشتی دست
مفصل‌های میان‌بندانگشتی دست مفصل‌های لولایی بین استخوان‌های بند انگشت هستند که خمش به سوی کف دست را فراهم می‌کنند. به آن‌ها مفصل‌های میان‌بندی دست یا مفاصل اینترفالانژیال (انگلیسی: Interphalangeal joints of the hand) هم گفته می‌شود.
مفصل‌های میان‌بندی دست کاملاً از نوع لولایی هستند و در تمام انگشتان به‌استثنای شست، یک جفت از این مفصل‌ها دیده می‌شود و حرکت آنها به خمش (فلکشن) و درازکنندگی (اکستنشن) خلاصه می‌گردد.